# Wahlgreniella australis
Wahlgreniella australis är en insektsart. Wahlgreniella australis ingår i släktet Wahlgreniella och familjen långrörsbladlöss. Inga underarter finns listade i Catalogue of Life.